# Sebastian Schröder (Basketballspieler)
Sebastian Bernd Schröder (* 2. September 1988) ist ein deutscher Basketballspieler.

## Laufbahn
Schröder spielte bei TuSpo Heroldsberg, dann bei den Franken Hexern beziehungsweise ab 2009 beim Nürnberger BC. Bis 2011 blieb er mit den Franken in der 2. Bundesliga ProB, ab 2011 spielte er mit Nürnberg in der 2. Bundesliga ProA.
In Nürnberg (beim NBC beziehungsweise dessen Nachfolgemannschaft Nürnberg Falcons BC) stieg er zum Mannschaftskapitän auf und wurde der Liebling der Anhängerschaft. Zu Beginn des Spieljahres 2017/18 stand er aufgrund eines Auslandssemesters in den Vereinigten Staaten nicht im Nürnberger Aufgebot, ehe er im Dezember 2017 zur Mannschaft zurückkehrte. Im August 2018 gewann er mit einer Auswahl deutscher und US-amerikanischer Spieler unter der Leitung von Trainer Ralph Junge ein internationales Einladungsturnier im chinesischen Schanghai und wurde als bester Spieler der Veranstaltung ausgezeichnet. Im Spieljahr 2018/19 schaffte Schröder mit den Nürnbergern als Vizemeister der 2. Bundesliga ProA den Bundesliga-Aufstieg. Er erzielte im Laufe der Aufstiegssaison 7,2 Punkte pro Partie.
Schröder war neben seiner Karriere als Basketballspieler berufstätig. Im März 2024 kündigte er an, seine Laufbahn im Leistungsbasketball am Ende des Spieljahres 2023/24 zu beenden. Er wechselte in die Regionalliga zum TSV Ansbach.